# Jacques-Gilbert Ymbert
Jacques-Gilbert Ymbert (Paris, 6 janvier 1783 - Auteuil, 6 août 1846) est un auteur dramatique français.

## Biographie
Maître des requêtes au Conseil d'État et conseiller général de l'Aisne, on lui doit des ouvrages satiriques et des vaudevilles. Ses pièces ont été représentées sur les plus grandes scènes parisiennes du XIXe siècle : théâtre des Variétés, théâtre du Gymnase-Dramatique, théâtre de la Porte-Saint-Martin, etc.
Un dossier de Légion d'honneur a été préparé à son nom mais sans doute est-il décédé entretemps, le dossier n'ayant pas abouti.

## Œuvres
- Des dénonciateurs et des dénonciations, avec Antoine-François Varner, 1816
- L'Art d'obtenir des places, ou la Clef des ministères, ouvrage dédié aux gens sans emploi et aux solliciteurs de toutes les classes, 1816
- Le Mari sans le savoir, comédie vaudeville en 1 acte, avec Varner, 1817
- Le Solliciteur, ou l'Art d'obtenir des places, comédie en 1 acte, mêlée de vaudevilles, avec Scribe, 1817
- Éloquence militaire, ou l'Art d'émouvoir le soldat, d'après les plus illustres exemples tirés des armées des différents peuples et principalement d'après les proclamations, harangues, discours et paroles mémorables des généraux et officiers français, par une Société de militaires et d'hommes de lettres, 1818
- L'Obligeant, ou la Fureur d'être utile, comédie en 1 acte, mêlée de vaudevilles, avec Varner, 1818
- Le Dîner de garçons, comédie en 1 acte, mêlée de couplets, avec Varner, 1820
- L'Homme automate, folie-parade mêlée de couplets, avec Varner, 1820
- Le Propriétaire sans propriété, comédie-vaudeville en 1 acte, avec Varner, 1820
- Trottin, ou le Retour du sérail, folie-vaudeville en 1 acte, avec Varner, 1820
- L'Art du ministre, par une ex-Excellence, 1821
- L'Art de faire des dettes et de promener ses créanciers, 1822
- La Marchande de coco, ou les Projets de réforme, folie-grivoise en 1 acte, mêlée de couplets, avec Varner, 1822
- Le Faubourien, ou le Philibert de la rue Mouffetard, comédie grivoise en 1 acte, mêlée de couplets, avec Varner, 1823
- L'Intérieur d'un bureau, ou la Chanson, comédie-vaudeville en 1 acte, avec Eugène Scribe et Varner, 1823
- Le Précepteur dans l'embarras, comédie-vaudeville en 1 acte, avec Varner, 1823
- L'Art de promener ses créanciers, ou Complément de l'Art de faire des dettes, par un homme comme il faut [J.-G. Ymbert], dédié aux gens destitués, réformés, aux victimes des révolutions et des changements de ministères passés, présents et à venir, 1824
- Mœurs administratives, 2 vols., 1825
- Bureaucratie, 1825
- Le Sous-chef, ou la Famille Gautier, comédie-vaudeville en 1 acte, 1825
- La Ville neutre, ou le Bourgmestre de Neustadt, comédie-vaudeville en 1 acte, avec Varner, 1825
- Le Provincial sans emploi, ou les Bureaux de placements, avis aux solliciteurs de toutes les classes et de tous les pays qui se servent du ministère des agents d'affaires, 1825
- La Nourrice sur lieu, scènes de famille, mêlées de couplets, avec Armand-François Jouslin de La Salle, Louis Gabriel Montigny et Théodore Nézel, 1828
- Allocution prononcée par M. Ymbert pour l'inauguration de la statue de Jean Racine à La Ferté-Milon, 29 septembre 1833
- Nouvelle manifestation de l'opinion publique, ou Premiers résultats des réélections dans la garde nationale de Paris, 1834
- Question d'administration financière... Une main pour recevoir le milliard et une autre main pour le payer, ou faut-il supprimer les payeurs-contrôleurs de département ?, 1836
- L'An VIII et l'an 1838 ou Causeries familières à la portée de tous les contribuables sur cette question : les conseils généraux de département et d'arrondissement doivent-ils avoir plus de libertés qu'il y a trente-sept ans ? avec examen détaillé du projet de loi présenté à la Chambre des députés sur les attributions des conseils généraux et d'arrondissement, 1838